# Anthicus nanus
Anthicus nanus är en skalbaggsart som beskrevs av Leconte 1851. Anthicus nanus ingår i släktet Anthicus och familjen kvickbaggar. Inga underarter finns listade i Catalogue of Life.